# Murfatlar
Murfatlar is een stad (oraș) in het Roemeense district Constanța. De stad telt 10.857 inwoners (2002).
Tussen 1924 en 1965, en van 1980 to 2007, stond de plaats bekend onder de naam Basarabi. In 2007 werd de naam gewijzigd in de oorspronkelijke naam Murfatlar.
Murfatlar is een havenstad en ligt aan het Donau-Zwarte Zeekanaal.

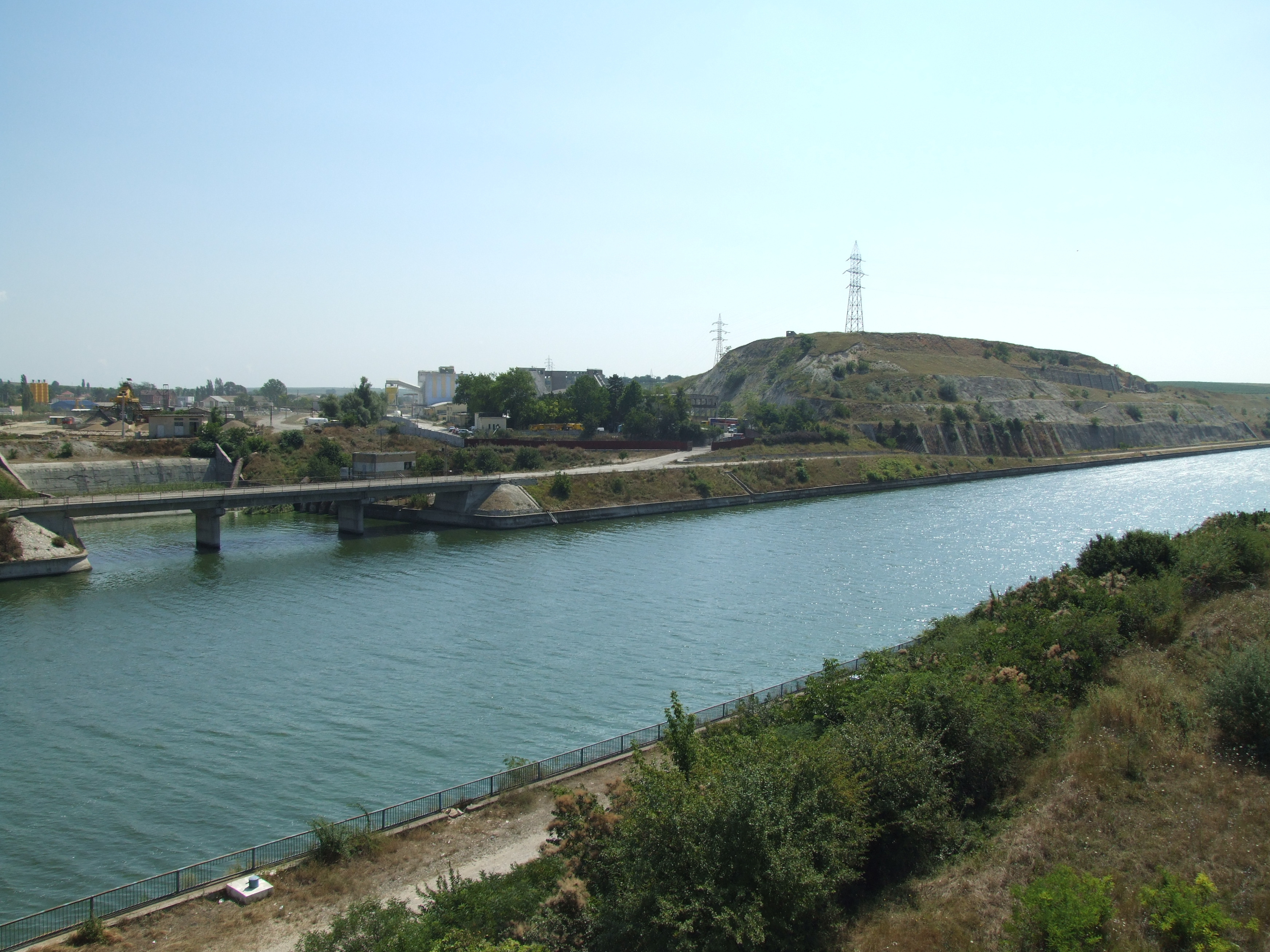
Donau-Zwarte Zeekanaal in Murfatlar

## Geboren
- Traian Băsescu (1951), president van Roemenië (2004-2012, 2012-2014)